# Krliš
Krliš je oblý zalesněný vrch ležící v okrese Praha-západ v Pražské plošině asi minutu chůze jihovýchodním směrem od obce Tursko, kdy jde o druhý nejvyšší bod Turské plošiny, který dosahuje výšky 308 metrů nad mořem.
Mohyla padlého vojevůdce Tyra se často spojována právě s vyvýšeninou Krliš. Podle Rukopisu královédvorského je jí říkalo „Čestmírova mohyla“, která má údajně stát na sever od Turska. Ve 20. století zde byly provedeny vykopávky, při kterých bylo objeveno slovanské pohřebiště. Pravda je však taková, že se zde nachází mohyla, ale to už z doby bronzové spadající pod únětickou kulturu. Údajně se v těchto místech odehrála rozhodující bitva Lucké války zvaná bitva na Turském poli.